# Képviselőház (Spanyolország)
A Képviselőház (spanyolul: Congreso de los Diputados, magyarul: Képviselők Kongresszusa) a spanyol törvényhozás (Cortes Generales) alsóháza, amely Madridban a Plaza de las Cortesen található a Palacio de las Cortes épületében.

## Alkotmányos helyzete

### Összetétele
A spanyol alkotmány 68.1-es cikkelye értelmében a Képviselőházban minimum 300 de legfeljebb 400 mandátumot kell kiosztani. Jelenleg az 1985-ös választási törvény értelmében 350 mandátumot osztanak ki.

### Választási rendszer

A 2016-os spanyolországi parlamenti választásokon meglevő választókerületek a megválasztható képviselők számával

A választási rendszer vegyes: a képviselőket arányos képviseleti rendszerben illetve országos, a pártok által meghatározott zárt listás rendszerben választják meg a választókerületekben. A képviselők mandátuma négy évre szól.
52 többmandátumos választókerület létezik, amelynek területe egyenként az 52 spanyol tartomány területével egyezik, beleértve a két spanyol enklávét Ceutat és Melillat is. A választási törvény értelmében minden tartománynak legalább 2 képviselőt kell megválasztania. Az egyes választókerületben megválasztandó képviselők száma függ az adott választókerület népességének mértékétől. A jelenleg hatályos törvény szerint a madridi választókerületben (Madrid autonóm közösség területét fedi le) 36 képviselőt, a barcelonai és valenciai körzet 31 és 16 képviselőt kell küldjön. Addig Melilla és Ceuta egyenként egy képviselőt választhat meg.
A választásokon az országos zárt listák esetében a D’Hondt-módszernek megfelelően osztanak ki 102 mandátumot, a többi 248 mandátumot arányos képviselet értelmében osztanak ki. Képviselőházban 3%-os a bejutási küszöb.

## Jelenlegi mandátumok

A képviselőházi mandátumok összetétele a 12. parlamenti ciklusban

### Kormánypártok (153)
Spanyol Szocialista Munkáspárt (120) 

     Unidos Podemos - En Comú Podem - En Marea (Podemos párt országos, katalán és galíciai szervezetei) (33)

### Külső támogatók (33)
Katalán Republikánus Baloldal (13) 

     Baszk Nacionalista Párt  (6) 

     Baszkföldi Egység (5) 

     Vegyes frakció  (3)

### Ellenzék (163)
Néppárt (82)
      Vox (52) 
      Polgárok - A Polgárság Pártja (9) 
      Vegyes frakció  (8)

## Fordítás
- Ez a szócikk részben vagy egészben  a   Congreso de los Diputados című spanyol Wikipédia-szócikk ezen változatának fordításán alapul.  Az eredeti cikk szerkesztőit annak laptörténete sorolja fel. Ez a jelzés csupán a megfogalmazás eredetét és a szerzői jogokat jelzi, nem szolgál a cikkben szereplő információk forrásmegjelöléseként.